# Relax-GAM
La Relax-GAM era una squadra maschile spagnola di ciclismo su strada, fondata nel 1984 e attiva fino al 2007.
Storica squadra spagnola, attiva nel professionismo per più di due decenni e sempre presente alla Vuelta a España, ha avuto negli anni numerose denominazioni: Dormilón, Seur, Deportpublic, Castellblanch, Estepona e Relax. La squadra faceva riferimento al Grupo Deportivo Fuenlabrada Ciclismo, con sede a Fuenlabrada, vicino a Madrid.

## Storia
Nasce nel 1984 grazie alla sponsorizzazione della Dormilón, azienda di Fuenlabrada produttrice di materassi: il nuovo team ha inizialmente in rosa dodici ciclisti, in gran parte neoprofessionisti. Il direttore sportivo è Maximino Pérez, che resterà alla guida della squadra per 14 stagioni. Nel 1986 viene ingaggiato il quarantenne belga Lucien Van Impe, vincitore del Tour de France 1976. I primi anni non sono comunque particolarmente ricchi di vittorie.
Nel 1988 la Seur, azienda di trasporti già secondo sponsor della Reynolds l'anno precedente, assume il patrocinio del club; due anni dopo il team ottiene il principale successo della sua storia, con l'inaspettata vittoria della Vuelta a España da parte dell'italiano Marco Giovannetti, che riesce a sfruttare al meglio il vantaggio accumulato grazie a una fuga nell'undicesima tappa della corsa.
La squadra intanto ottiene regolarmente successi soprattutto nelle corse spagnole. Nel 1991 la direzione sportiva passa da Pérez a José Antonio González, e nello stesso anno arrivano in rosa alcuni corridori ex sovietici dalla dismessa Alfa Lum, fra cui Pëtr Ugrumov e Viktor Klimov.
Al termine della stagione 1992 la Seur lascia la sponsorizzazione e la proprietà passa alla Unipublic, impresa organizzatrice della Vuelta; la squadra assume la denominazione Deportpublic. A metà della stagione 1994 la Cavas Castellblanch diventa il nuovo sponsor, seguita nel 1996 dalla MX Onda. Nei tre anni seguenti sono invece i comuni di Estepona e di Fuenlabrada, supportati da aziende minori, a farsi carico delle spese della squadra.
Dal 2000 al 2007 main sponsor è l'azienda di materassi Relax. Nel 2004 la squadra, dopo diversi anni in seconda divisione, entra nella prima divisione delle squadre professionistiche, e nel 2005, con la nascita dell'UCI ProTour, viene ammessa ai calendari UCI Europe Tour come squadra continentale professionistica.
Per l'annata 2007 arrivano in squadra ciclisti famosi come Francisco Mancebo, Óscar Sevilla, Jan Hruška e Santiago Pérez; al termine della stagione la Relax abbandona i finanziamenti e il consorzio si scioglie.

## Cronistoria

### Annuario
| Anno | Codice | Nome                                                                 | Cat. | Biciclette | Dirigenza |
| ---- | ------ | -------------------------------------------------------------------- | ---- | ---------- | --- |
| 1984 | -      | Dormilón                                                             | -    | Macario    | Dir. sportivi: Maximino Pérez |
| 1985 | -      | Dormilón                                                             | -    | Macario    | Dir. sportivi: Maximino Pérez |
| 1986 | -      | Dormilón-Campagnolo                                                  | -    | Macario    | Dir. sportivi: Maximino Pérez, Alejandro Palmero                                                                                             |
| 1987 | -      | Dormilón-Campagnolo                                                  | -    | Macario    | Dir. sportivi: Maximino Pérez, Ludo Loos |
| 1988 | -      | Seur-Campagnolo-Bic                                                  | -    | Otero      | Dir. sportivi: Maximino Pérez |
| 1989 | -      | Seur                                                                 | -    | Otero      | Dir. sportivi: Maximino Pérez, José Maria Pérez                                                                                              |
| 1990 | -      | Seur                                                                 | -    | Otero      | Dir. sportivi: Maximino Pérez, José Maria Pérez                                                                                              |
| 1991 | -      | Seur-Otero                                                           | -    | Otero      | Dir. sportivi: Maximino Pérez, José Rafael García, José Antonio González, Piero Pieroni                                                      |
| 1992 | -      | Seur                                                                 | -    | Otero      | Dir. sportivi: Maximino Pérez, José Rafael García, José Antonio González, Piero Pieroni                                                      |
| 1993 | -      | Deportpublic-Otero                                                   | -    | Otero      | Dir. sportivi: Maximino Pérez, José Rafael García, Julio Carlos Gallego                                                                      |
| 1994 | - CBH  | Deportpublic (fino a inizio maggio) Castellblanch (da inizio maggio) | -    | Otero      | Dir. sportivi: Maximino Pérez, Julio Carlos Gallego                                                                                          |
| 1995 | CBH    | Castellblanch-Deportpublic-Otero-MX Onda                             | -    | Otero      | Manager: Maximino Pérez Dir. sportivi: Julio Carlos Gallego                                                                                  |
| 1996 | MXO    | MX Onda                                                              | -    | Zullo      | Manager: Maximino Pérez Dir. sportivi: Julio Carlos Gallego                                                                                  |
| 1997 | - ECT  | Deportpublic-Cafés Toscaf Estepona en Marcha-Cafés Toscaf            | -    | Macario    | Manager: Maximino Pérez Dir. sportivi: Jesús Suárez                                                                                          |
| 1998 | ECT    | Estepona en Marcha-Brepac                                            | -    | Macario    | Manager: Maximino Pérez Dir. sportivi: Jesús Suárez, José Grande                                                                             |
| 1999 | FUE    | Fuenlabrada-Cafés Toscaf                                             | GSII | Macario    | Manager: Maximino Pérez Dir. sportivi: Jesús Suárez                                                                                          |
| 2000 | REL    | Relax-Fuenlabrada                                                    | GSII | Macario    | Manager: Maximino Pérez Dir. sportivi: José María Pérez                                                                                      |
| 2001 | REL    | Relax-Fuenlabrada                                                    | GSII | Macario    | Manager: Maximino Pérez Dir. sportivi: José María Pérez                                                                                      |
| 2002 | REL    | Relax-Fuenlabrada                                                    | GSII | BH Sport   | Manager: Maximino Pérez Dir. sportivi: José María Pérez                                                                                      |
| 2003 | REL    | Relax-Fuenlabrada                                                    | GSII | BH Sport   | Manager: Maximino Pérez Dir. sportivi: José María Pérez                                                                                      |
| 2004 | REB    | Relax-Bodysol                                                        | GSI  | Ridley     | Manager: Maximino Pérez, Augusto De Castañeda Dir. sportivi: José María Pérez, Herman Frison, Jesús Suárez                                   |
| 2005 | REF    | Relax-Fuenlabrada                                                    | PCT  | Gios       | Manager: Augusto De Castañeda Dir. sportivi: Jesús Suárez, Germán Nieto                                                                      |
| 2006 | REG    | Relax-GAM                                                            | PCT  | Gios       | Manager: Marcos Guerrero (fino al 31 marzo), Augusto De Castañeda (dal 1º aprile) Dir. sportivi: Jesús Suárez, Germán Nieto                  |
| 2007 | REG    | Relax-GAM                                                            | PCT  | Gios       | Manager: Marcos Guerrero, Augusto De Castañeda Dir. sportivi: Jesús Suárez, Germán Nieto, Iniacio Bernardino, Aleksandr Gugonov, David Plaza |

### Classifiche UCI
| Anno | Classifica | Pos. | Migliore cl. individuale   |
| ---- | ---------- | ---- | -------------------------- |
| 1995 | -          | 27º  | Marcel Wüst (88º)          |
| 1996 | -          | 34º  | Marcel Wüst (117º)         |
| 1997 | -          | 24º  | Daniel Clavero (47º)       |
| 1998 | -          | 37º  | Uwe Peschel (162º)         |
| 1999 | GSII       | 22º  | Juan Carlos Vicario (463º) |
| 2000 | GSII       | 20º  | Martín Garrido (344º)      |
| 2001 | GSII       | 14º  | Juan Antonio Flecha (110º) |
| 2002 | GSII       | 8º   | Benjamín Noval (220º)      |
| 2003 | GSII       | 6º   | Josep Jufré (104º)         |
| 2004 | GSI        | 24º  | Bert Roesems (111º)        |
| 2005 | Europe T.  | 32º  | Daniel Moreno (98º)        |
| 2006 | Europe T.  | 49º  | Daniel Moreno (23º)        |
| 2007 | Europe T.  | 9º   | Óscar Sevilla (22º)        |

## Palmarès

### Grandi Giri
- Giro d'Italia

Partecipazioni: 6 (1989, 1990, 1991, 1992, 1995, 1996)
Vittorie di tappa: 0
Vittorie finali: 0
Altre classifiche: 0
- Tour de France

Partecipazioni: 1 (1990)
Vittorie di tappa: 0
Vittorie finali: 0
Altre classifiche: 0
- Vuelta a España

Partecipazioni: 24 (1984, 1985, 1986, 1987, 1988, 1989, 1990, 1991, 1992, 1993, 1994, 1995, 1996, 1997, 1998, 1999, 2000, 2001, 2002, 2003, 2004, 2005, 2006, 2007)
Vittorie di tappa: 7
1988: 1 (Francisco Navarro)
1989: 1 (Joaquín Hernandez)
1991: 1 (Ivan Ivanov)
1995: 3 (3 Marcel Wüst)
1997: 1 (Eleuterio Anguita)
Vittorie finali: 1
1990 (Marco Giovannetti)
Altre classifiche: 0

### Campionati nazionali
- Campionati belgi: 1

Cronometro: 2004 (Bert Roesems)
- Campionati sudafricani: 1

Cronometro: 2006 (David George)
- Campionati tedeschi: 1

Cronometro: 1998 (Uwe Peschel)